# Steven Mouyokolo
Steven Mouyokolo (Melun, 24 gennaio 1987) è un ex calciatore francese, di ruolo difensore.

## Carriera
Nasce a Melun piccolo borgo francese da genitori congolesi. Muove i primi passi da calciatore per il club d'oltralpe dello Châteauroux militante nella Ligue 2 francese.
Il club lo aggrega alla prima squadra nella stagione 2005-2006 ma senza mai farlo scendere in campo e cedendolo a fine anno al Gueugnon col quale racimolerà tredici presenze prima di esser ceduto nuovamente al termine della stagione, stavolta al Boulogne.
Con la squadra rossonera il giovane francese mette a segno due gol in dodici presenze, sufficienti per attirare l'attenzione di alcuni club della Premier League, in particolare Newcastle United, Wigan Athletic, Middlesbrough, Bolton Wanderers e persino l'Arsenal.
Alla fine però sarà il neopromosso Hull City ad acquistare il giocatore il 30 gennaio 2009, anche se poi Mouyokolo attraverserà la Manica solo in estate dopo aver aiutato il suo club a terminare la stagione con una storica promozione in Ligue 1.
Con i tigers Mouyokolo gioca ventidue partite in quella prima stagione inglese mettendo a segno un gol, il 2 febbraio 2010 nella partita che gli arancioni pareggiano 1-1 coi futuri campioni del Chelsea; nonostante questo l'Hull retrocede al termine della stagione.
Tuttavia Mouyokolo non segue l'Hull City in Championship, il 18 giugno 2010 viene infatti acquistato dal Wolverhampton, col quale esordisce il 21 settembre in Carling Cup contro il Notts County, partita vinta dai wolves 4-2.
Dopo un'annata costellata da infortuni in cui disputa una manciata di partite, il 29 giugno 2011 si trasferisce in prestito con diritto di riscatto al Sochaux. Il 16 luglio 2013, dopo aver superato un periodo di prova, viene ingaggiato dal Celtic.